# アト・マジョール州
アト・マジョール州（アト・マジョールしゅう、Hato Mayor）は、ドミニカ共和国の州。エル・セイボ州から1984年に分離された。

## 隣接州
- エル・セイボ州
- サン・ペドロ・デ・マコリス州
- モンテ・プラタ州
- サマナ州

## 下位行政区画
アト・マジョール州は次の3自治体と、それに属する4地区からなっている
。
- エル・バジェ
- アト・マジョール・デル・レイ
  - グアジャーボ・ドゥルセ地区
  - マタ・パラシオ地区
  - ジェルバ・ブエナ地区
- サバーナ・デ・ラ・マール
  - エルピーナ・コルデーロ・デ・ラス・カニータス地区

| 自治体                       | 総人口  | 市街地人口 | 農村人口 |
| ---------------------------- | ------- | ---------- | -------- |
| エル・バジェ                 | 25,986  | 17,598     | 8,388    |
| アト・マジョール・デル・レイ | 98,017  | 85,984     | 12,033   |
| サバーナ・デ・ラ・マール     | 61,102  | 57,980     | 3,122    |
| アト・マジョール州           | 185,105 | 161,562    | 23,543   |